# ルキウス・ポストゥミウス・アルビヌス (紀元前154年の執政官)
ルキウス・ポストゥミウス・アルビヌス（ラテン語: Lucius Postumius Albinus、- 紀元前154年）は紀元前2世紀中頃の共和政ローマの政治家。紀元前155年にコンスル（執政官）を務めた。

## 出自
アルビヌスはパトリキであるポストゥミウス氏族の出身であるが、共和政ローマ建国5年目の紀元前505年にはプブリウス・ポストゥミウス・トゥベルトゥスが執政官に就任するなど、古くから高官を出していた。カピトリヌスのファスティによれば、父のプラエノーメン（第一名、個人名）はスプリウス、祖父はルキウスである。父スプリウスは紀元前186年の執政官スプリウス・ポストゥミウス・アルビヌス、祖父は執政官に三度選出され、三度目の就任前にガリア人との戦いで戦死したルキウス・ポストゥミウス・アルビヌスである。

## 経歴
現存する資料の中で、アルビヌスに対する最初の言及は紀元前168年のことで、この年に軍神マールスのフラーメン（司祭）となっている。後年、彼の息子か孫がこれを記念したコインを鋳造している。
紀元前161年、アルビヌスはアエディリス・クルエル（上級按察官）に就任し、クルスス・ホノルム（名誉のコース）を歩みだした。この権限を持って、アルビヌスは同僚のルキウス・コルネリウス・メルラと共にメガレシア祭とローマ競技会を開催した。劇作家テレンティウスの『宦官』がメガレシア祭で、『ポルミオ』がローマ競技会で初演されている。紀元前159年、ティブルに関する元老院令に、元執政官アウルス・マンリウス・トルクァトゥスと元プラエトル（法務官）セクストゥス・ユリウス・カエサルと共に署名している。この時点でアルビヌスは翌紀元前158年の法務官に選出されていた可能性がある。ウィッリウス法が法務官就任から執政官就任まで最低3年間としていることから、遅くとも紀元前157年にはプラエトルを務めたはずである。
紀元前154年、アルビヌスは執政官に就任する。同僚のプレブス（平民）執政官はクィントゥス・オピミウスであった。アテナイオスがエピクロス主義（快楽主義）者が執政官によってローマから追放されたと述べているのは、おそらくアルビヌスのことである。アルビヌスは執政官就任後まもなく死亡した。ユリウス・オブセクエンスは、占いで凶兆が出ていたにもかかわらず任地に向けて出発し、途中で発病したとしている。ウァレリウス・マクシムスは、妻のプブリリアに毒殺されたとしている。プブリリアはその後生き埋め刑とされた。アルビヌスの死により、マニウス・アキリウス・グラブリオが補充執政官となった。
現代の研究者は、アルビヌスの死に関して二つの疑問点があるとしている。アルビヌスは終身職であるフラーメンに就任していたが、そもそもフラーメンは長期間ローマを離れることができない。ところが、オブセクエンスは任地に赴く途中に病死したとしている。またフラーメンはパトリキとしか結婚できない。しかしウァレリウス・マクシムスは、アルビヌスの妻をプレブスのプブリリウス氏族の出身としている。もちろん、これらの資料が間違っているかもしれず、また紀元前2世紀にはフラーメンに関する規定が緩和されていたのかもしれない。

## 子孫
アルビヌスには同名の息子がおり、父と同じくマールスのフラーメンで造幣官を務めた。

## 参考資料

### 古代の資料
- アテナイオス『食卓の賢人たち』
- カピトリヌスのファスティ
- ティトゥス・リウィウス『ローマ建国史』

### 研究書
- Broughton R. Magistrates of the Roman Republic. - New York, 1951. - Vol. I. - P. 600.
- Münzer F. Postumius // Paulys Realencyclopädie der classischen Altertumswissenschaft . - 1953. - Bd. XXII, 1. - Kol. 891-893.
- Münzer F. Postumius 42 // Paulys Realencyclopädie der classischen Altertumswissenschaft . - 1953. - Bd. XXII, 1. - Kol. 918-920.
- Münzer F. Postumius 43 // Paulys Realencyclopädie der classischen Altertumswissenschaft . - 1953. - Bd. XXII, 1. - Kol. 920-921.